# ベンズアニリド
ベンズアニリド（英語: benzanilide）は、化学式が C6H5C(O)NHC6H5 の有機化合物である。白色の固体。市販されているが、安息香酸をアニリンで処理することで合成できる。